# 大庫羅帕托奇亞河
大庫羅帕托奇亞河是俄羅斯的河流，由薩哈共和國負責管轄，河道全長391公里，流域面積約6,240平方公里，河水主要來自融雪和雨水，最終注入東西伯利亞海。